# Корписалово
Корписа́лово (фин. Korpisalo, Uusikylä) — деревня в Гатчинском муниципальном округе Ленинградской области.

## История
Деревня являлась вотчиной императрицы Марии Фёдоровны из которой в 1806—1807 годах были выставлены ратники Императорского батальона милиции.
Деревня Новая или Корписало из 17 дворов, упоминается на «Топографической карте окрестностей Санкт-Петербурга» Ф. Ф. Шуберта 1831 года.

КОРПИСАЛО — деревня принадлежит ведомству Гатчинского городового правления, число жителей по ревизии: 16 м. п., 19 ж. п. (1838 год)

Согласно карте Ф. Ф. Шуберта в 1844 году деревня называлась Новая (Корнисало).
На этнографической карте Санкт-Петербургской губернии П. И. Кёппена 1849 года она обозначена как деревня «Korpisawo», расположенная в ареале расселения савакотов . В пояснительном тексте к этнографической карте она записана как деревня Korpisawo (Корписало) и указано количество её жителей на 1848 год: савакотов — 21 м. п., 18 ж. п., всего 39 человек.

КОРПИСАЛО — деревня Гатчинского дворцового правления, по просёлочной дороге, число дворов — 9, число душ — 31 м. п. (1856 год)

Согласно «Топографической карте частей Санкт-Петербургской и Выборгской губерний» в 1860 году деревня Новая (Корписало) состояла из 11 дворов.

КОРПИСАЛО — деревня удельная при колодце, число дворов — 12, число жителей: 44 м. п., 51 ж. п. (1862 год)

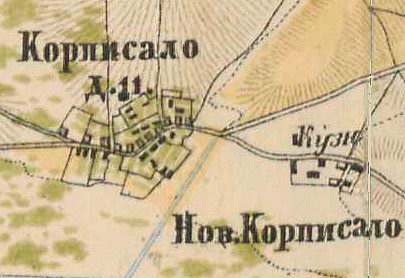
План деревни Корписалово. 1885 год

В 1885 году деревня насчитывала 11 дворов и кузницу.
В конце XIX — начале XX века деревня административно относилась к Гатчинской волости 2-го стана Царскосельского уезда Санкт-Петербургской губернии. Население деревни было однородным — финским.
В 1903 году в деревне открылась школа. Учителем в ней работал А. Котилайнен.
К 1913 году количество дворов увеличилось до 28.
Недалеко от деревни располагалась дачная усадьба помещиков Киреевых.
С 1917 по 1924 год деревня Корписалово входила в состав Корписаловского сельсовета Гатчинской волости Детскосельского уезда.
С 1924 года в составе Никольского сельсовета.
Согласно данным переписи населения СССР 1926 года в деревне Корписалово Никольского сельсовета Троцкой волости Троцкого уезда проживали 189 человек, все финны.
В 1928 году население деревни Корписалово также составляло 189 человек.
По данным 1933 года деревня называлась Корписалово и входила в состав Никольского сельсовета Красногвардейского района.

План деревни Корписалово. 1939 год

Согласно топографической карте 1939 года деревня насчитывала 41 двор. В деревне была своя школа.
C 1 августа 1941 года по 31 декабря 1943 года деревня находилась в оккупации.
В 1958 году население деревни Корписалово составляло 331 человек.
По данным 1966 и 1973 годов деревня Корписалово также входила в состав Никольского сельсовета.
По данным 1990 года деревня Корписалово входила в состав Большеколпанского сельсовета.
В 1997 году в деревне проживали 114 человек, в 2002 году — 132 человека (русские — 79%), в 2007 году — 193.

## География
Деревня расположена в северо-западной части района на автодороге 41К-103 (Никольское — Шпаньково).
Расстояние до административного центра поселения, деревни Большие Колпаны — 11 км.
Ближайшая железнодорожная станция — Войсковицы, расстояние до железнодорожной станции Гатчина-Балтийская — 18 км.

## Демография
| 1862 | 2007 | 2010 | 2011 | 2012 | 2017 |
| ---- | ---- | ---- | ---- | ---- | ---- |
| 95   | ↗193 | ↘113 | ↗122 | →122 | ↗130 |

### Национальный состав
Согласно данным Всероссийской переписи населения 2021 года в деревне проживали 176 человек, из них:
 русские — 163, киргизы — 4, цыгане — 2, поляки — 1 человек, остальные национальность не указали.

## Предприятия и организации
В Корписалове расположено садоводство (127 участков), общей площадью 10 га. 

С 2004 г. в деревне располагается фермерское хозяйство Б. И. Суханова. Хозяйство занимается выращиванием картофеля, моркови, зерновых культур (пшеница), а также научными исследованиями в области луговодства.

## Транспорт
От Гатчины до Корписалова можно доехать на автобусе № 539.

## Улицы
Дружная, Переулок.

## Садоводства
Пролетарский труд.